# Groot-schatbewaarder

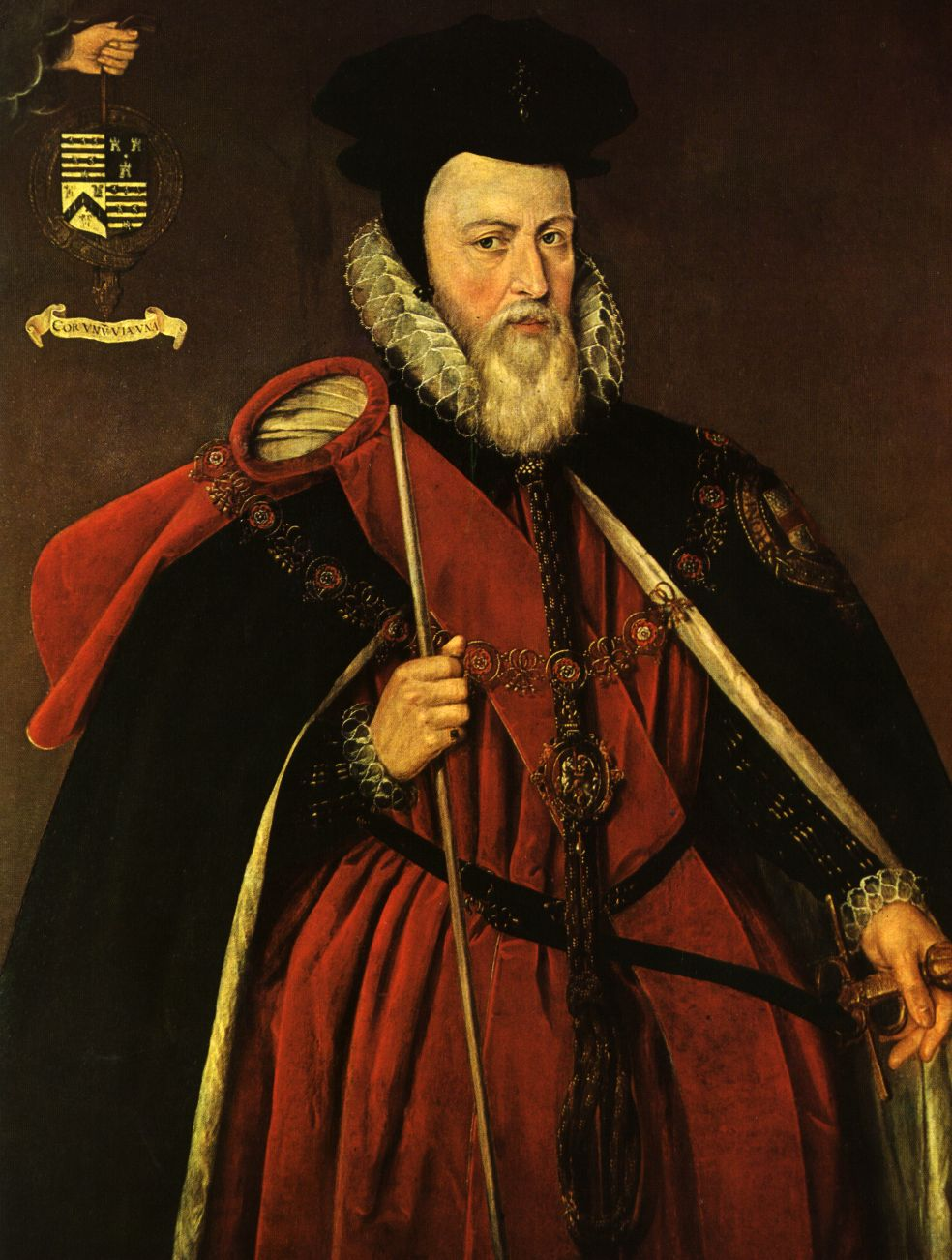
De Lord High Treasurer, de groot-schatbewaarder van het Verenigd Koninkrijk, droeg een witte staf

De groot-schatbewaarder, opper-tresorier of thesaurier-generaal is een (soms historische) overheidsfunctie. Hij kan bijvoorbeeld verantwoordelijk zijn voor het beheer van de rijkskas of het toezicht op de nationale economie.

## Nederland
In Nederland staat de thesaurier-generaal (letterlijk: algemene schat(kist)bewaarder) aan het hoofd van een directoraat-generaal in het Ministerie van Financiën.

## Verenigd Koninkrijk
In Engeland en later het Verenigd Koninkrijk bestond onder de Great Officers of State de positie van Lord High Treasurer. Hij stond aan het hoofd van Her Majesty's Treasury, het Britse Ministerie van Financiën. Sinds de zeventiende eeuw vervult meestal een commissie deze rol. De leden van deze commissie worden Lords Commissioners of the Treasury genoemd. De Lord High Treasurer droeg een witte staf, die hem door de koningin werd overhandigd.

## Zweden
In Zweden hield in de periode 1602-1684 een Riksskattmästare (vrij vertaald: meester van de rijksbelasting) toezicht op de economie van het land. Hij was een van de hogere rijksambtenaren (Zweeds: de fem höge riksämbetsmännen) en maakte deel uit van de Zweedse rijksraad (Zweeds: Riksrådet).